# Aeropuerto de Baures
El Aeropuerto de Baures (IATA:BVL, ICAO:SLBU) es un aeropuerto que presta servicio a la localidad de Baures, en el departamento del Beni, Bolivia. La pista se encuentra junto al lado oeste de la localidad.